# Bordeaux rosé

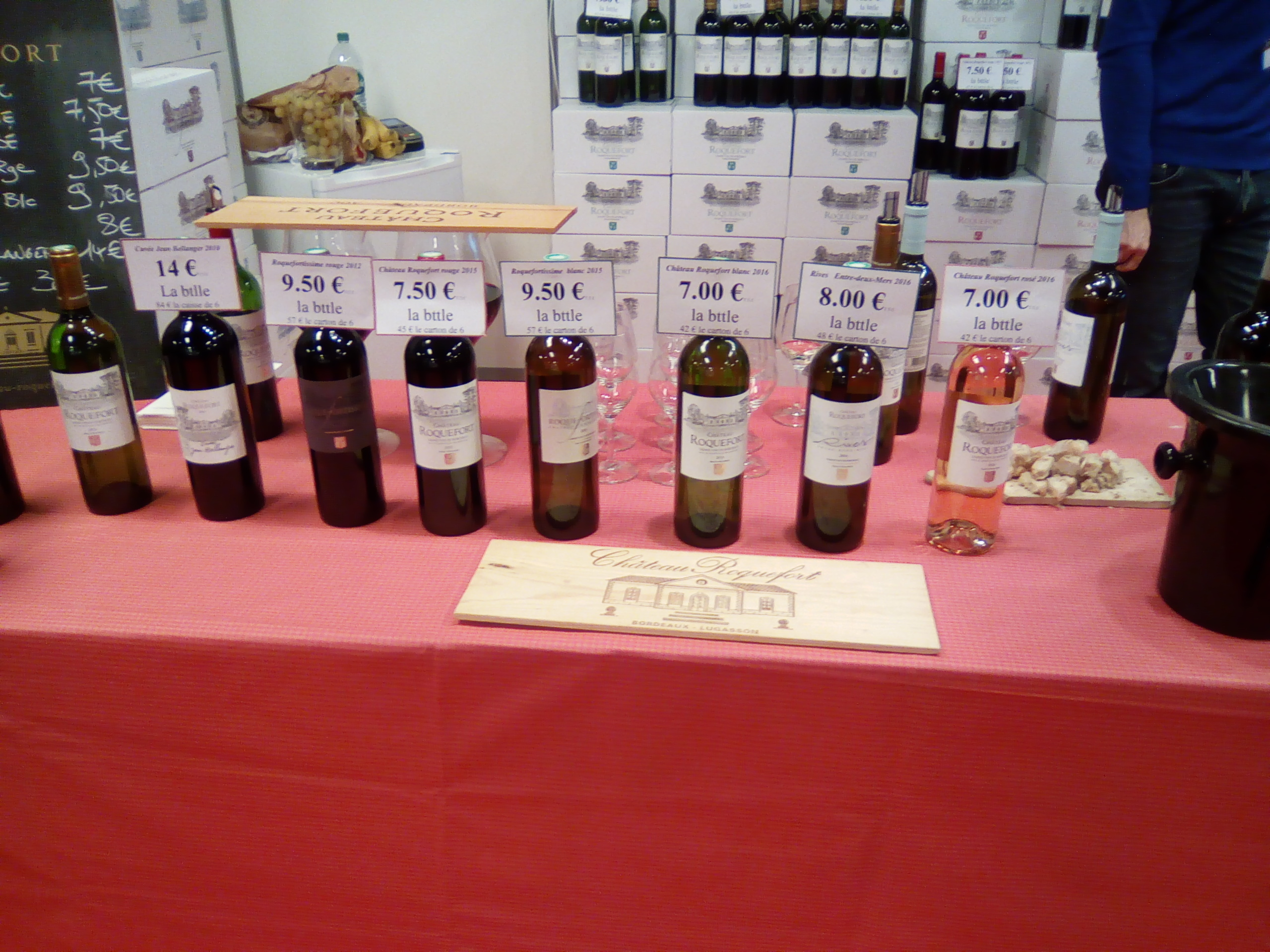
Vins d'un château du bordelais, dont un bordeaux rosé tout à droite.

Le bordeaux rosé est un vin rosé sec. Il entre dans la catégorie du vin tranquille.
Le bordeaux rosé est produit dans le vignoble de Bordeaux (administrativement, le bordeaux rosé peut être produit sur les communes de l'aire d'appellation bordeaux du département de la Gironde), plus précisément dans les régions viticoles du Médoc, de Graves, d'Entre-deux-mers, du Sauternais, du Libournais, du Blayais et du Bourgeais, soit une surface de 4 725 hectares pour une production de 170 000 hectolitres par an. 
Son vignoble bénéficie d'un climat océanique et d'un terroir fait de sols calcaires, graveleux et sableux.
Les cépages qui entrent dans la composition du bordeaux rosé sont : le merlot, le côt, le petit verdot, le cabernet franc, le cabernet sauvignon et le carmenère.
Le bordeaux rosé est protégé par le label français AOC (appellation d'origine contrôlée) ainsi que par le label européen AOP (appellation d'origine protégée). Le bordeaux rosé relève de l'appellation générique bordeaux et couvre l’intégralité du vignoble bordelais. Les sols sont identiques à ceux des bordeaux clairets.
Les bordeaux rosés sont issus d’une macération de quelques heures pour être ensuite vinifiés comme des vins blancs. Ils sont obtenus avec les mêmes cépages bordelais que pour faire du rouge, soit en soutirant d'une cuve en train de macérer une partie du jus (ce qui concentrera le vin rouge de cette cuve) avant qu'il devienne trop teinté (dit « rosé de saignée »), soit en laissant macérer le jus avec les peaux seulement quelques heures (le résultat est alors appelé « rosé de cuve » ou de macération).